# Dicranomyia vicina
Dicranomyia vicina là một loài ruồi trong họ Limoniidae. Chúng phân bố ở miền Cổ bắc.